# 창녕 척화비
창녕 척화비(昌寧 斥和碑)는 대한민국 경상남도 창녕군 창녕읍 교상리, 만옥정공원에 있는 척화비이다. 1995년 5월 2일 경상남도의 문화재자료 제218호로 지정되었다.

## 개요
척화비란 쇄국정책을 실시하던 흥선대원군이 병인양요, 신미양요를 치르면서 그러한 의지를 더욱 굳혀 국민들에게 서양세력의 침략을 더욱 강력히 경고하고자 서울 및 전국 중요 도로변에 세우도록 한 비이다.
만옥정 공원 안에 자리하고 있는 이 비는 땅위로 드러난 얇은 받침돌 위에 비몸을 세운 모습으로, 그 앞면에 대원군의 쇄국의지가 담긴 강한 어투의 비문을 적어 놓았다.
고종 8년(1871) 신미양요를 치른 후 같은 해 일제히 세운 것으로, 한일합방이 되면서 대부분 철거되거나 훼손되었는데, 이처럼 몇 기의 비들이 곳곳에 남아 그 역사적인 의미를 말해주고 있다.

## 참고 자료
- 창녕척화비 - 국가유산청 국가유산포털